# 亞歷士·普羅亞斯
亞歷士·普羅亞斯（英語：Alexander "Alex" Proyas，1963年9月23日—），澳洲導演、編劇和電影監製。著名代表電影有《龍族戰神》（1994年）、《極光追殺令》（1998年）、《機械公敵》（2004年）和《末日預言》（2009年）。

## 生平
亞歷士普羅亞斯出生於埃及，有著希臘血統的父母，年約三歲時就搬到了澳洲雪梨居住。家中獨子，從小就對藝術和電影熱愛，十歲得到超8厘米攝影機，十七歲就進入雪梨的電影學院就讀，且開始執導MV。隨後搬至美國洛杉磯開展他的事業，致力於MTV拍攝以及電視廣告。

## 事業
普羅亞斯自編自導了首部獨立電影科幻驚悚片《Spirits of the Air, Gremlins of the Clouds》，在許多國家的各大影展都備受讚譽，1988年入圍兩座澳洲電影工會獎（Australian Film Institute），分別為服裝設計和美術監督。
普羅亞斯執導奇幻片《龍族戰神》，由李小龍的兒子李國豪所主演。李國豪於1993年三月本片拍攝時意外喪生，僅差八天影片即將殺青。李國豪過世後，普羅亞斯和監製決定繼續完成作品，重新編寫部分劇情，使用替身和特效到電影畫面裡。《龍族戰神》在1994年五月正式上映，結果叫好又叫座。
1998年普羅亞斯持續編導拍攝科幻驚悚片《極光追殺令》，儘管贏得多座獎項，但票房成果是失敗的。2004年，普羅亞斯再度執導科幻片《機械公敵》，改編自以撒·艾西莫夫的短篇小說《我，機器人》，由威爾·史密斯所主演。全球累積票房高達將近4億美元，創下賣座票房紀錄，不過評價好壞相當。普羅亞斯近期電影科幻災難片《末日預言》，尼可拉斯·凱吉主演且於2009年3月上映。

## 作品

### 短片
- 《Neon》（1980）
- 《Groping》（1980）
- 《Strange Residues》（1981）
- 《Spineless》（1987）
- 《Book of Dreams: Welcome to Crateland》（1994, short）

### 電影
| 年份 | 譯名                 | 原名                                       | 職稱 | 職稱 | 職稱 |
| 年份 | 譯名                 | 原名                                       | 導演 | 製片 | 編劇 |
| ---- | -------------------- | ------------------------------------------ | ---- | ---- | ---- |
| 1989 | -                    | Spirits of the Air, Gremlins of the Clouds | 是   | 是   | 是   |
| 1994 | 龍族戰神             | The Crow                                   | 是   |      |      |
| 1998 | 極光追殺令           | Dark City                                  | 是   | 是   | 是   |
| 2002 | 車庫時光             | Garage Days                                | 是   | 是   | 是   |
| 2004 | 機械公敵             | I, Robot                                   | 是   |      |      |
| 2009 | 末日預言             | Knowing                                    | 是   | 是   |      |
| 2016 | 荷魯斯之眼：王者爭霸 | Gods of Egypt                              | 是   | 是   |      |

### 音樂錄影帶
- "Kiss The Dirt (Falling Down The Mountain)" - INXS (1986)
- "Magic Touch" - Mike Oldfield
- "Don't Dream It's Over" - Crowded House (1987)
- "Holiday - The Other Ones(1987)
- "Better Be Home Soon" - Crowded House (1988)
- Songlines (1989)
- The Best of Sting: Fields of Gold 1984-1994 (1994)

## 外部連結
- Mystery Clock
- 亞歷士·普羅亞斯在互联网电影资料库（IMDb）上的資料（英文）
- Alex Proyas Discusses Dark City Sequel at AMCtv.com